# Ville-en-Vermois
Ville-en-Vermois ist eine französische Gemeinde mit 595 Einwohnern (Stand: 1. Januar 2022) im Département Meurthe-et-Moselle in der Region Grand Est (bis 2015 Lothringen). Sie gehört zum Arrondissement Nancy und zum Kanton Jarville-la-Malgrange. Die Einwohner werden Fraimbois genannt.

## Geografie
Ville-en-Vermois liegt etwa acht Kilometer südsüdöstlich des Stadtzentrums von Nancy. Umgeben wird Ville-en-Vermois von den Nachbargemeinden Laneuveville-devant-Nancy im Norden, Saint-Nicolas-de-Port im Nordosten und Osten, Manoncourt-en-Vermois im Osten und Südosten, Burthecourt-aux-Chênes und Azelot im Süden, Lupcourt im Süden und Südwesten, Ludres im Südwesten und SWsten sowie Fléville-devant-Nancy im Westen und Nordwesten.
Durch die Gemeinde führt die Autoroute A33.

## Bevölkerungsentwicklung
| Jahr                       | 1962 | 1968 | 1975 | 1982 | 1990 | 1999 | 2006 | 2019 |
| Einwohner                  | 224  | 220  | 374  | 626  | 625  | 606  | 596  | 594  |
| Quellen: Cassini und INSEE |      |      |      |      |      |      |      |      |

## Sehenswürdigkeiten
- Kirche Saint-Hilaire-et-Saint-Quirin aus dem 18. Jahrhundert

## Persönlichkeiten
- François Guillaume (* 1932), Politiker, französischer Landwirtschaftsminister (1986–1988)